# Горлим
Горлим (англ. Gorlim), также известный как Горлим Несчастный (англ. Gorlim the Unhappy) — сын Ангрима, один из двенадцати спутников Барахира. В «Песни Лейтиан» говорится о том, как Барахир, последний владыка людей Ладроса (Дортониона) остался отверженным в собственной стране после её падения под ударами войск Моргота в Дагор Браголлах.
Некоторые исследователи проводят параллели со средневековой поэмой «Сэр Орфео»

## Предательство Горлима
У Горлима была жена Эйлинэль, которую он оставил, когда ушёл на войну против Моргота. Вернувшись с битвы он обнаружил, что дом его разрушен и разграблен, а жена пропала. Однако у него осталась надежда, что Эйлинэль не умерла и не попала в плен, и он иногда возвращался из лагеря Барахира у Тарн Аэлуин к своему старому дому, ища свою жену. Это скоро стало известно Саурону, главному слуге Моргота в Дортонионе, мастеру наваждений и призраков. Однажды ночью, вернувшись к своему дому, Горлим увидел в окне Эйлинэль, которая плакала и звала его по имени. Он окликнул её, но в этот момент она исчезла, а Горлима схватили орки.
Он был пленён и приведён к Саурону, который пытался узнать место, где скрывался Барахир. Саурон жестоко пытал Горлима, пока тот не согласился открыть место, где прятался Барахир, но при условии, что он сможет воссоединиться с женой, которая, как ему теперь казалось, попала в плен. Саурон согласился, и Горлим предал Барахира. После этого Саурон открыл Горлиму, что Эйлинэль давно умерла, и что то, что он принимал за жену, было фантомом, созданным, чтобы заманить его в ловушку. Кроме того, Саурон сказал Горлиму, что помнит о своём обещании воссоединить его с женой, и приказал казнить его.

… Был Горлим ими уведён,

И был убит жестоко он,

И тело бросили его

В заросший плесенью овраг,

Где Эйлинэль была уж, так

Взял жизнь его коварный враг.

Себя прокляв, скончался он,

Издав последний тяжкий стон.
Оригинальный текст (англ.)And Gorlim then they dragged away,

and cruelly slew him; and at last

in the dark mould his body cast,

where Eilinel long since had lain

in the burned woods by butchers slain.

Thus Gorlim died an evil death,

and cursed himself with dying breath.— Баллады Белерианда: The Lay of Leithian recommenced, pp. 336-341
После своей смерти Горлим явился в виде призрака перед Береном, который в тот момент охотился, и признался в своих деяниях, «моля о прощении и плача, а затем скрылся во тьме». Берен, однако, пришёл слишком поздно, уже после того, как орки убили всех оставшихся людей Барахира. Однако ему, тем не менее удалось, отбить у них отрубленную руку Барахира с кольцом Фелагунда, фамильной реликвией их дома, и уйти живым.

## Образ Горлима в фанфиках
В дилогии «По ту сторону рассвета», написанную Ольгой Брилёвой под псевдонимом Берена Белгариона, история Горлима раскрывается более полно, но несколько иначе, чем у Толкина: Горлим попадает в засаду, находясь вместе с Береном в вылазке в своё родное селение в Дортонионе, однако, поскольку на ночь они разошлись по разным домам, то Берен избежал засады, в которую угодил Горлим. Также упоминается, что Эйлинэль на самом деле была жива и её использовали как наживку для того, чтобы изловить Горлима; затем с помощью пыток Эйлинэль на глазах у мужа Горлима заставили говорить и выдать таким образом отряд Барахира.